# Charles Potron
Charles Potron (1809-1894), también Regnault, fue un dramaturgo francés.

## Biografía
Potron nació en París en 1809. Autor dramático conocido también con el seudónimo «Regnault», entre sus obras se incluyen Une confidence, Un feu de paille, Feu Lionel en colaboración con Scribe; Les deux jeunesses y Un mauvais caractère, en colaboración estas dos con A. Nitot. Fueron estrenadas todas ellas en teatros de París. Colaboró también en comedias de Bayard y de León. En 1875 publicó la colección de versos titulada Promenades et rêveries. Falleció en 1894. En la Enciclopedia universal ilustrada europeo-americana figura como «Carlos Potron».